# سراعيف مصلية
السراعيف المصلية أو فَصيلَةُ الحَشَراتِ الفَرَسِيّةِ أو فصيلة مانتيدي (الاسم العلمي: Mantidae)، هي فصيلة من الحشرات تتبع رتبة السرعوفيات من طبقة شبكيات الأجنحة.

## التصنيف
تتفرع هذه الفصيلة من السراعيف إلى الأسر والقبائل التالية:
- السرعوفاوات
  - السرعوفاوية
    - السرعوف المصلي

  - سرعوفاوات
  - سرعوفاوية
  - سرعوفاوات
  - سرعوفاوات
- Amelinae
  - Amelini
- Angelinae
  - Angelini
- Antemninae
  - Antemnini
- Choeradodinae
  - Choeradodini
- Chroicopterinae
  - Chroicopterini
- Choeradodinae
- Deroplatinae
  - Deroplatyini
- Dystactinae
  - Dystactini
- سراعيف مصلية
  - Mellierini
- Miomantinae
  - Miomantini
  - Rivetinini
- سراعيف مصلية
- Oxyothespinae
  - Oxyothespini
  - Paraseveriniini
- Photinainae
  - Coptopterygini
  - Photinaini
- Phyllotheliinae
  - Phyllotheliini
- Schizocephalinae
- Stagmatopterinae
  - Stagmatopterini
- Stagmomantinae
- سراعيف مصلية
  - Danuriini
  - Heterochaetini
  - Vatini

## معرض صور

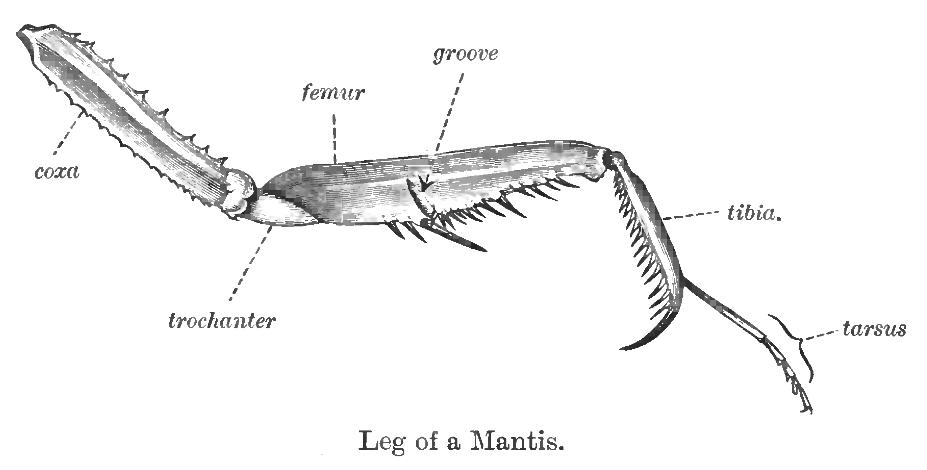
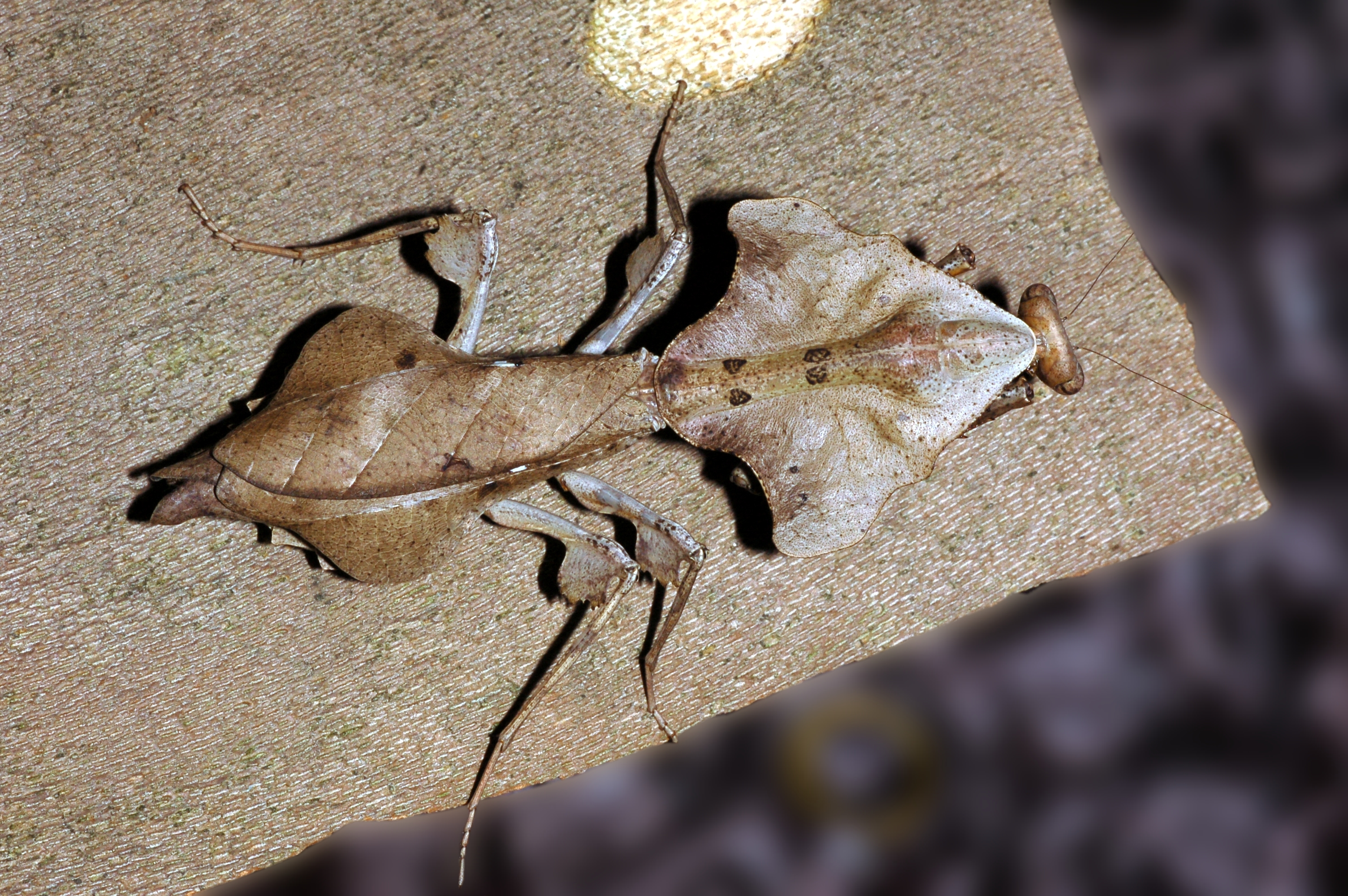
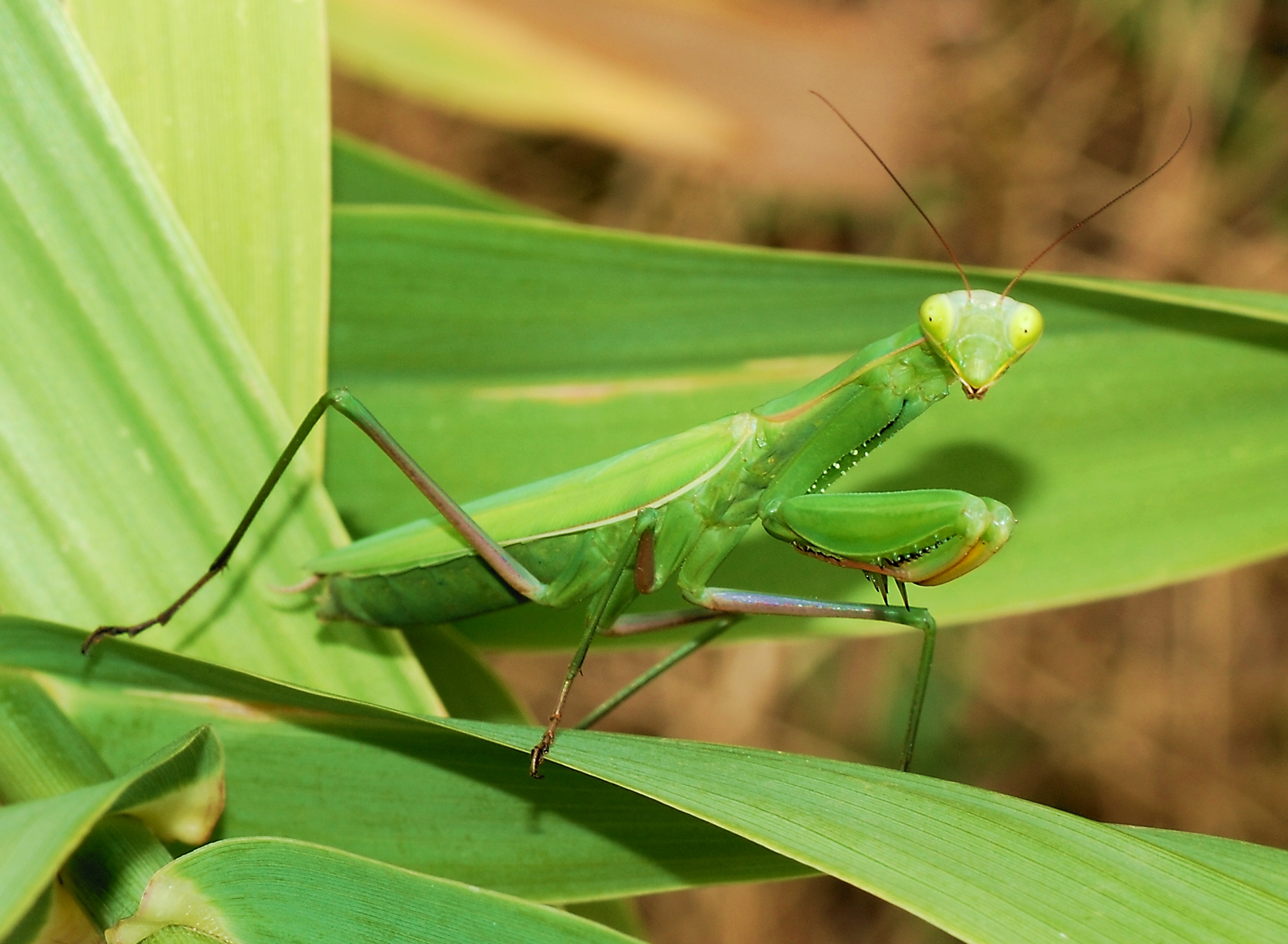
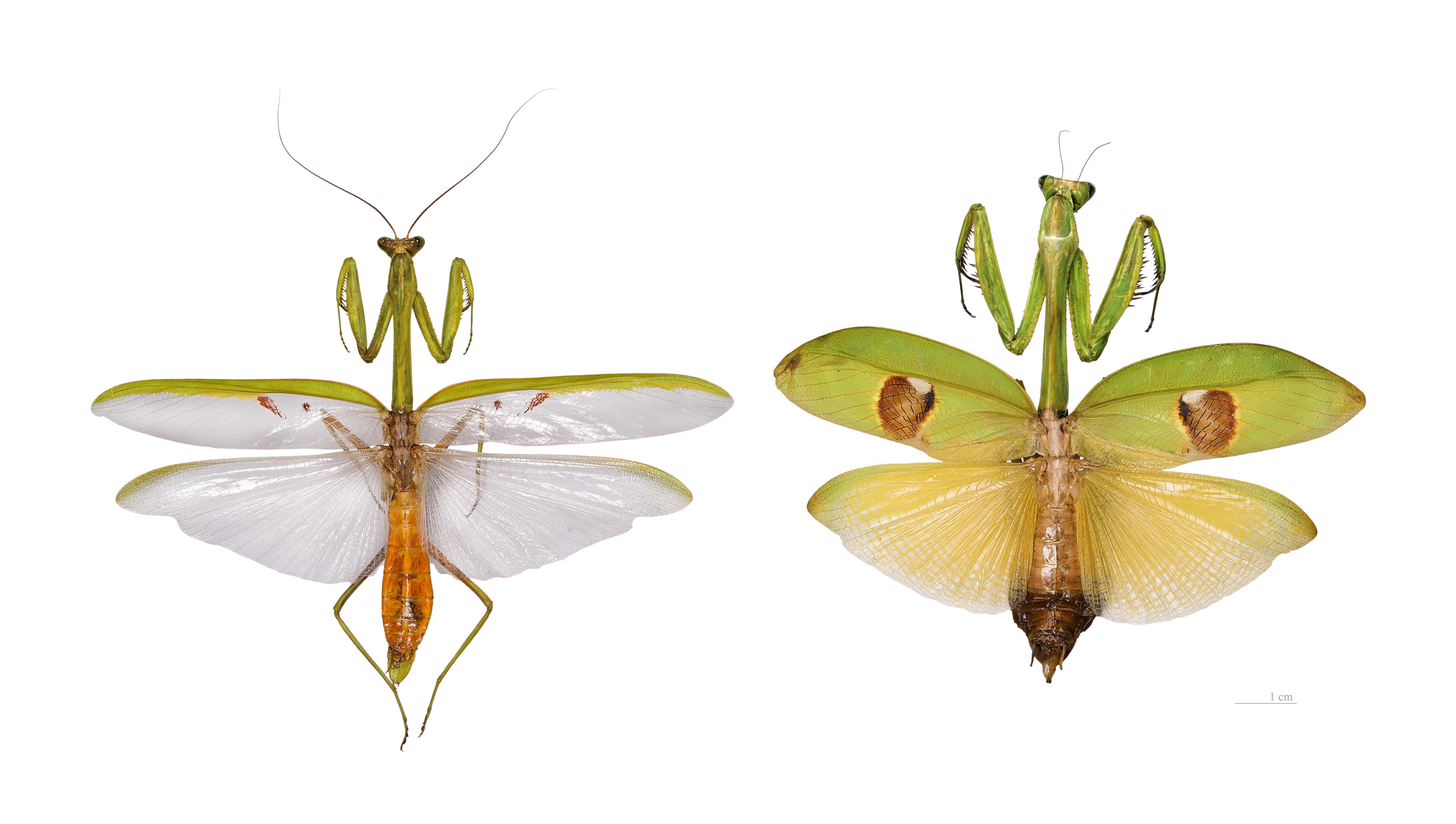
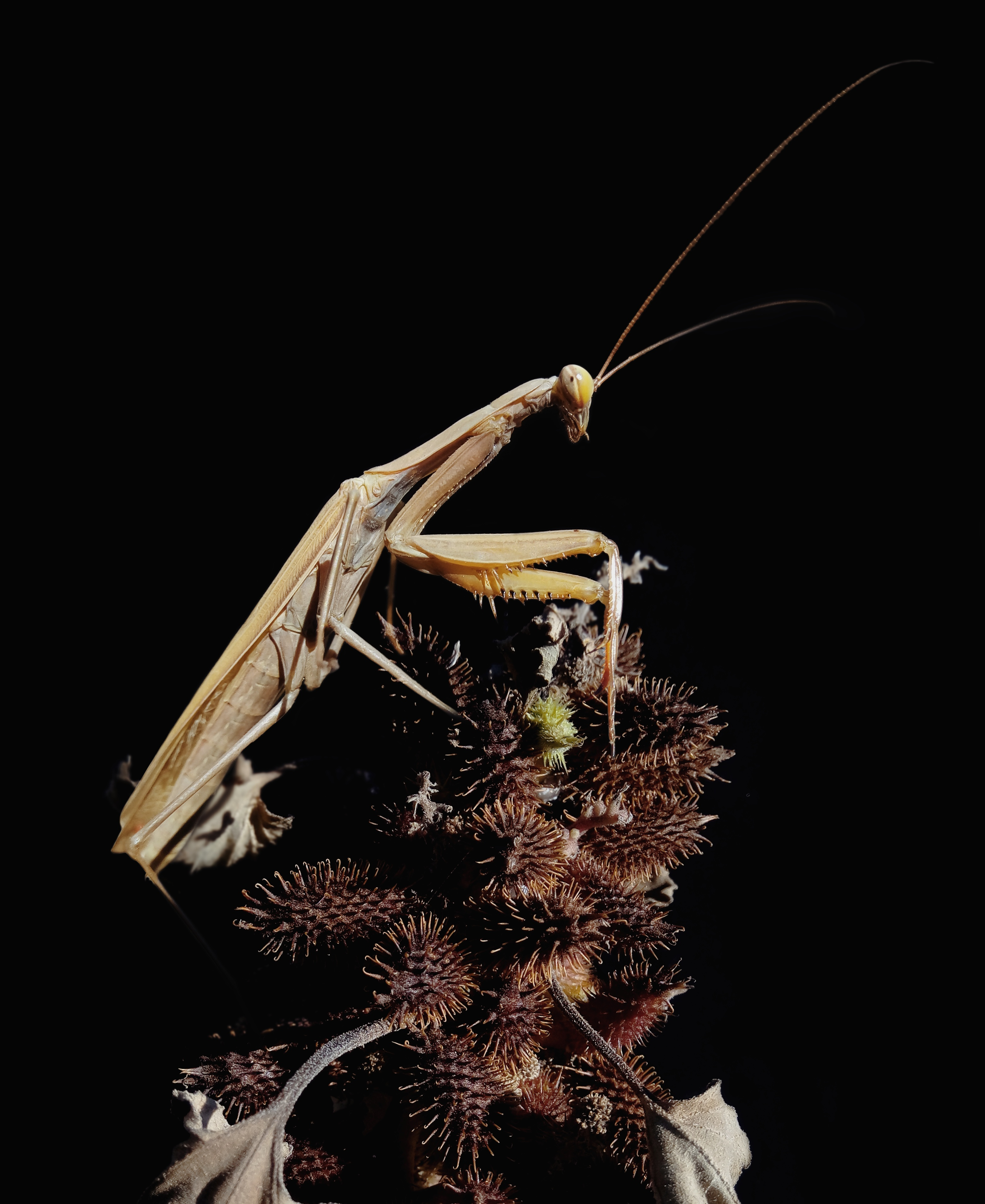
سرعوف أوروبي بني ذكر بالغ
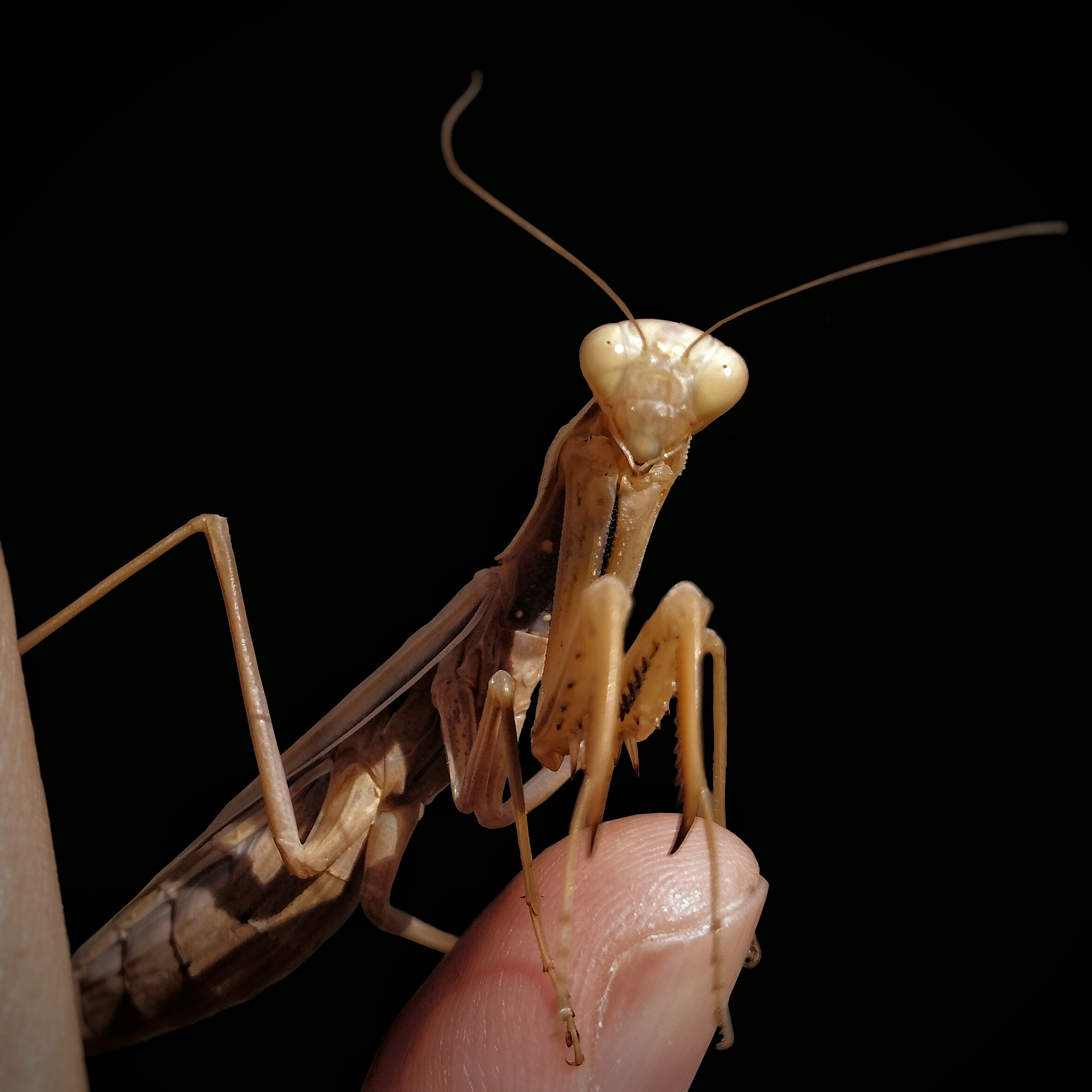
سرعوف أوروبي بني
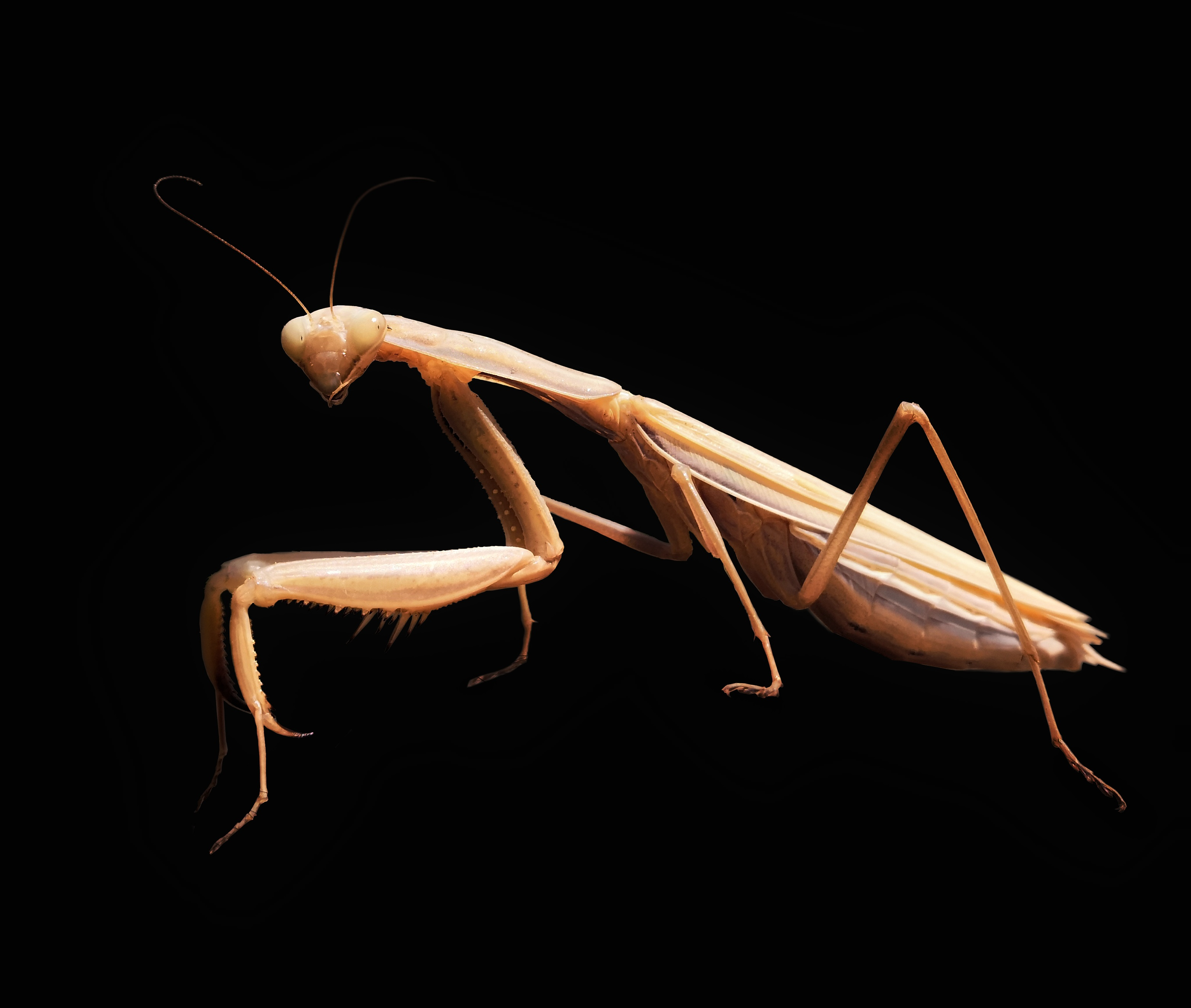
أنثى سرعوف أوروبي بنية